# 臨淄県
臨淄県（りんし-けん）は中華人民共和国江蘇省にかつて存在した県。現在の南京市六合区南東部に相当する。
南北朝時代、南朝斉により僑置され、南朝梁により廃止された。